# 大鼷鹿
大鼷鹿是偶蹄目鼷鹿科下鼷鹿属的物種，分布於印尼蘇門答臘島，婆羅洲以及馬來西亞和印尼的小島嶼，以及緬甸南部，泰國南部和馬來亞半島。牠的自然棲息地是亞熱帶或熱帶，潮濕的低地森林。
牠們重5至8公斤（11至18磅）。牠的身體長度為70至75釐米（2.30至2.46尺），尾巴長度為8至10釐米（3.1 至 3.9英寸）。它的肩高約為30至35釐米（12至14英寸），它有一個三角形的小頭，有一個小而尖的黑色鼻子和大眼睛。它的長腿像鉛筆一樣細。後腿明顯比前腿長。身體是圓形的。它身體上部的皮毛是灰色淺黃色到橙色淺黃色。在兩側，皮毛相當蒼白，但沿著中線更暗。它下面白色，更具體地說是在脖子、胃、胸部和下巴上。雄性沒有鹿角和角，但有小的獠牙——上顎細長的犬齒。

## 分布
大鼷鹿分佈在蘇門答臘島、婆羅洲、馬來西亞和印尼的小島，以及緬甸南部、泰國南部和馬來西亞半島。它們生活在水邊、熱帶森林和紅樹林灌木叢中。牠們被認為在新加坡已經滅絕，於2008年在近海島嶼上被重新發現。牠們在陸上生活，但也在沼澤活動。

## 行為
大鼷鹿是獨居和夜間活動的動物。牠使用穿過森林茂密灌木叢的小徑活動。當雄性準備交配時，牠將下顎上的一個大腺體摩擦雌性，以確定她是否準備好交配。如果她還沒有準備好，她會走開。雄性非常具有領土性，用糞便、尿液和下巴下頜間腺的分泌物標記他的領地。生氣時，雄性用蹄子以每秒四次的速度拍打地面。
牠們以落果、水生植物、芽、葉子、灌木和草為食。
大鼷鹿全年也可繁殖，雌性成年後的大部分時間都在懷孕。它們通常在妊娠152-155天後分娩，每次生一隻幼崽。新生動物發育良好，立即能夠站立;牠們在30分鐘後完全活躍。幼崽在哺乳時用三條腿站立。雄性和雌性都在4個半月大時成熟。它們的壽命長達14年。
牠們的主要威脅是人類的過度捕獵和快速砍伐森林造成的棲息地喪失